# Cementerio de San Jorge (Sevilla)
Las ruinas del cementerio de San Jorge, generalmente conocido como de los Ingleses, se hallan situadas en la calle Marruecos de Sevilla, comunidad autónoma de Andalucía, junto al monasterio de San Jerónimo y a unos quinientos metros al noroeste del de San Fernando.

## Antecedentes históricos
A lo largo del siglo XVII, los protestantes que fallecían en Sevilla eran sepultados, de noche, a las afueras de la ciudad. En el XVIII, será en la huerta contigua a la vivienda del industrial Nathan Wetherell, cerca de la denominada Puerta de la Carne, donde se lleven a cabo tales enterramientos.

## Construcción y uso

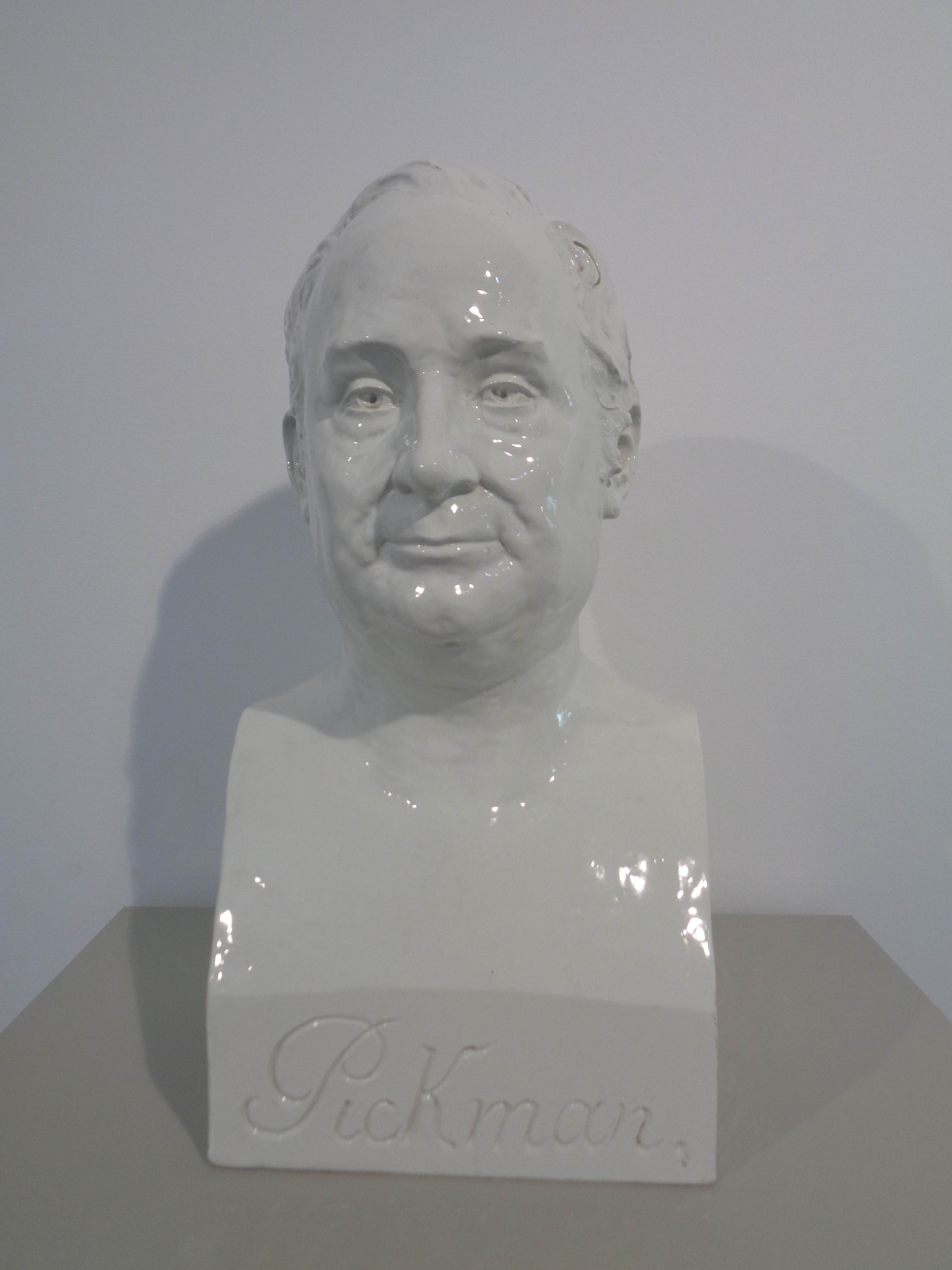
Antonio Susillo. Busto de Carlos Pickman. 1885.

Fue construido a instancias de John Cunningham (1817-1871), gerente de la McAndrews Steamship Company, sobre unos terrenos cedidos por el empresario Carlos Pickman. Entre las más de doscientas cincuenta tumbas conservadas, se hallan los restos de muchos de los responsables de las minas de Riotinto o de personajes como Adam Kirkwood, John Morris Mandy, Bernard Whishaw, John Scroop:

A la memoria del caballero Juan Scroope Colquitt, teniente coronel del primer regimiento de guardias reales ynfantería de su Majestad británica, que murió en Sevilla el 5 de septiembre de 1812 a los 37 años de edad, de resultas de una calentura que le ocasionaron la excesiva fatiga en la marcha sobre Sevilla y los muchos esfuerzos que hizo quando se halló mandando bizarramente su batallón en el ataque al puente de Triana, el 27 de agosto de 1812.

O el soldado Wilfred John Gilbert, fallecido el 21 de junio de 1941.
El último enterramiento tuvo lugar a finales del siglo XX.

## Leyendas
Según la rumorología local, todas las noches vagarían por su interior los supuestos fantasmas de un niño al que, al parecer, mató su padre, así como de un monje que, con voz de ultratumba, conminaría a los intrusos a abandonar el lugar.

## Hemerografía
- Murphy, Μartin (27 de diciembre de 1993). «El cementerio de los exiliados». ABC (Sevilla) (28 545): 82.